# Reprezentacja Wspólnoty Niepodległych Państw w piłce nożnej mężczyzn

Flaga reprezentacji WNP używana podczas Euro '92.

Reprezentacja Wspólnoty Niepodległych Państw w piłce nożnej powstała po rozpadzie Związku Radzieckiego i istniała od grudnia 1991 roku do czerwca 1992 roku.
WNP jako w dużej mierze kontynuator reprezentacji ZSRR wystąpiła na Euro 1992, gdzie zremisowała dwa mecze (1:1 z Niemcami i 0:0 z Holandią), a jeden przegrała (0:3 ze Szkocją) i z dwoma punktami zajęła czwarte miejsce w grupie. Spotkanie ze Szkocją było ostatnim, jakie rozegrała reprezentacja pod nazwą WNP.
W tym samym czasie międzynarodowe występy rozpoczęły drużyny narodowe poszczególnych republik byłego ZSRR. W eliminacjach do mundialu 1994 wystartowała Rosja, uważana, m.in. przez FIFA za spadkobiercę piłkarskiego dorobku ZSRR i WNP.
Jedynym szkoleniowcem WNP był Anatolij Byszowiec.

## Od ZSRR do WNP
Po mundialu 1990 nowym selekcjonerem reprezentacji ZSRR został Anatolij Byszowiec, który dwa lata wcześniej na igrzyskach olimpijskich 1988 zdobył z radziecką drużyną olimpijską złoty medal. Jego zadaniem było odmłodzenie kadry, dlatego wielu jego podpiecznych z drużyny olimpijskiej wkrótce zadebiutowało w dorosłej reprezentacji. Potrzeba zmiany pokoleniowej była tym większa, że po mistrzostwach świata z zespołem narodowym pożegnali się dotychczasowi liderzy: bramkarze Rinat Dasajew i Wiktor Czanow, oraz Władimir Biessonow, Wasilij Rac, Giennadij Litowczenko, Aleksandr Zawarow i Andriej Zygmantowicz.
Sborna eliminacje do Euro 1992 zakończyła na pierwszym miejscu, choć trafiła jej się niełatwa grupa z Włochami, Norwegią, Węgrami i Cyprem. Podopieczni Byszowca wygrali pięć z ośmiu spotkań, pozostałe trzy zremisowali (w tym dwukrotnie z Włochami), tracąc jedynie 2 bramki.
W latach 1990–1991 miały miejsce przełomowe wydarzenia polityczne: kolejne republiki radzieckie ogłaszały niepodległość, a w grudniu przywódcy Białorusi, Rosji i Ukrainy podpisali układ białowieski, na mocy którego Związek Radziecki przestał istnieć. W jego miejsce powołano organizację międzynarodową – Wspólnotę Niepodległych Państw.
Dawna drużyna radziecka na Euro 1992 wystąpiła więc jako reprezentacja WNP. Byszowiec rzeczywiście znacząco odmłodził skład. Z uczestników Mundialu 1990 do Szwecji pojechali jedynie Aleksiej Michajliczenko (w roli kapitana), Oleg Kuzniecow (obaj Rangers), Siergiej Alejnikow (US Lecce), Igor Szalimow (US Foggia), Władimir Luty (MSV Duisburg) oraz Igor Dobrowolski (Servette FC). Dołączyli do nich debiutujący na wielkim turnieju: obrońcy Andriej Czernyszow (24 lata), Wiktor Onopko (23, obaj Spartak Moskwa) oraz Achrik Cwejba (26, Dynamo Kijów), pomocnicy Andriej Kanczelskis (23, Manchester United) i Dmitrij Kuzniecow (27, Espanyol Barcelona) oraz napastnicy Igor Koływanow (24, Foggia), Siergiej Juran (23, SL Benfica) i Siergiej Kirjakow (22, Dinamo Moskwa). W bramce stanął złoty medalista z Seulu Dmitrij Charin (CSKA Moskwa). Udział w turnieju (jeden mecz) zaliczył także późniejszy obrońca reprezentacji Gruzji - mimo iż w 1992 roku Gruzja nie wchodziła jeszcze w skład WNP - Kachaber Cchadadze (24, Spartak Moskwa).
Reprezentacja zagrała na turnieju poniżej oczekiwań swoich kibiców. W pierwszym meczu podopieczni Byszowca zremisowali 1:1 z Niemcami, chociaż do '90 minuty wygrywali. Drugie spotkanie, z Holandią, również zakończyło się podziałem punktów (0:0). A 0:3 ze Szkocją na zakończenie rozgrywek grupowych oznaczało nie tylko pożegnanie się z mistrzostwami, ale również ostateczne zamknięcie trwającego ponad pięćdziesiąt lat okresu funkcjonowania piłkarstwa radzieckiego na arenie międzynarodowej. Wielu reprezentantów WNP wkrótce znalazło miejsce w składach drużyn państw powstałych po rozpadzie Związku Radzieckiego, głównie Rosji i Ukrainy.
| Udział w mistrzostwach Europy | Udział w mistrzostwach Europy | Udział w mistrzostwach Europy |
| Rok                           | Kwalifikacja                  | Runda                         |
| ----------------------------- | ----------------------------- | ----------------------------- |
| 1992                          | Awans                         | Faza grupowa                  |

## Państwa należące do WNP w 1992
| - Białoruś - Reprezentacja - Rosja - Reprezentacja - Ukraina - Reprezentacja - Armenia - Reprezentacja - Azerbejdżan - Reprezentacja - Kazachstan - Reprezentacja |  | - Kirgistan - Reprezentacja - Mołdawia - Reprezentacja - Tadżykistan - Reprezentacja - Turkmenistan - Reprezentacja - Uzbekistan - Reprezentacja |

## Państwa nienależące do WNP w 1992
- Estonia - Reprezentacja
- Gruzja - Reprezentacja
- Litwa - Reprezentacja
- Łotwa - Reprezentacja